# المراقب الليبي (صحيفة ليبية)
المراقب الليبي أو ليبيا أوبزرفر هي صحيفة رقمية باللغتين الإنجليزية والعربية مقرها طرابلس، في ليبيا، تأسست في عام 2015
.

## التاريخ
تزعم صحيفة المراقب الليبي أنها تطورت من مقالات إخبارية على وسائل التواصل الاجتماعي عبر الإنترنت، نُشرت لأول مرة في نيسان 2014، إلى صحيفة إلكترونية أكثر تقليدية في تموز 2015. رئيس التحرير هو عبد الله إبراهيم.

## التأثير
استخدمت منظمة فريدوم هاوس مقالات نشرتها صحيفة المراقب الليبي بوصفها مصدرًا رئيسًا للمعلومات حول حرية الإنترنت في ليبيا في عام 2018.

## طالع أيضًا
- قائمة الصحف في ليبيا